# Monstergolf

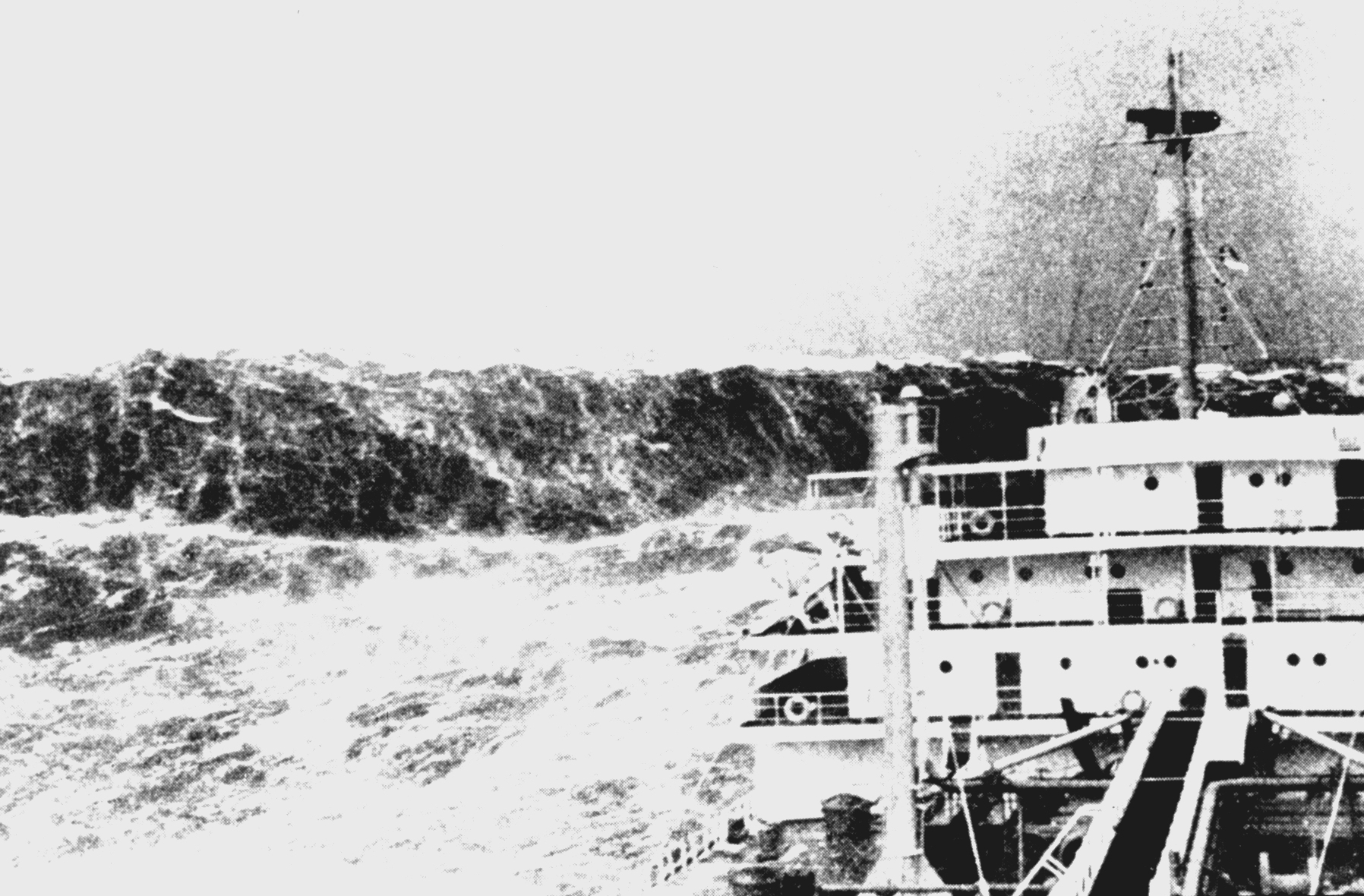
Een monstergolf van het Kaventsmann-type in de Golf van Biskaje, bij 200 meter waterdiepte.

Een monstergolf (in Nederland ook wel bekend onder de Engelse naam Rogue wave of Freak wave) is een relatief grote golf in zee, die spontaan lijkt op te treden en die zelfs voor grote schepen een bedreiging vormt. De officiële definitie van een monstergolf in de oceanografie is een golf waarvan de hoogte meer dan twee keer de significante golfhoogte bedraagt, die op haar beurt is gedefinieerd als het gemiddelde van het hoogste derde deel van de gemeten golven. 
Een monstergolf is iets anders dan een tsunami: laatstgenoemde ontstaat door massaverplaatsing (bijvoorbeeld na een aardbeving) en passeert in diepe zee min of meer ongemerkt. Tsunami's vormen daarom geen bedreiging voor de scheepvaart; de enige schepen die in de tsunami van 2004 zijn getroffen, lagen in de haven.
Monstergolven zijn lang afgedaan als broodje-aapverhaal, maar zijn inmiddels geaccepteerd als een natuurlijk en regelmatig voorkomend verschijnsel op zee waar men echter slechts zelden mee in aanraking komt.

## Waarnemingen

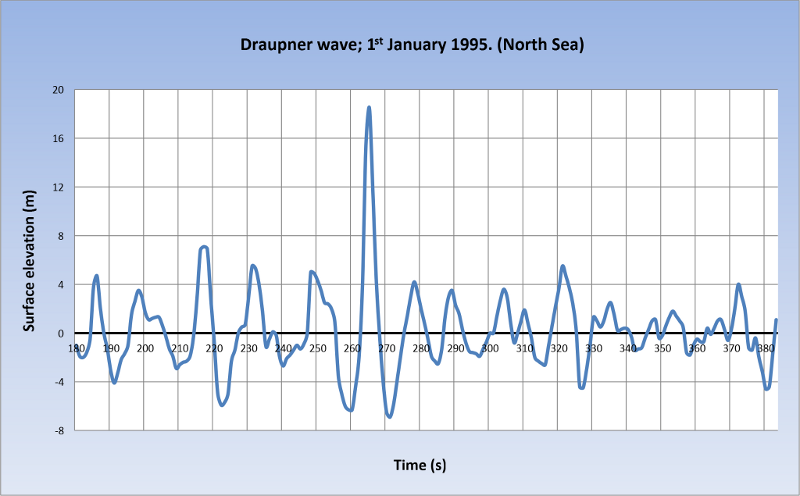
De monstergolf van 1 jan 1995 waargenomen bij het Draupner platform

Golven hebben gewoonlijk een Rayleighverdeling. Dat houdt in dat de hoogste individuele golf in een golfveld van ca 1000 golven ongeveer 2x de significante golfhoogte is. Als een individuele golf dus groter is dan deze waarde is sprake van een golf die niet verklaard kan worden met de gebruikelijke verdeling.
Op 1 januari 1995 is voor het eerst een officiële meting van een monstergolf vastgelegd bij het Draupnerplatform in de Noordzee; het ging om een 26 meter hoge golf. Het feit dat er tegelijkertijd met de meting schade werd aangebracht aan het platform bevestigde dat het geen meetfout betrof. Voor details zie:  is de gemeten golfregistratie opgenomen. 
Normaal voorkomende stormgolven in het midden van de oceaan bereiken regelmatig hoogtes van 7 meter, hetgeen in extreme omstandigheden kan oplopen tot 15 meter.
Monstergolven kunnen echter hoogtes tot 30 meter bereiken. Ze ontstaan als toevallig twee of meer hoge golfvelden elkaar kruisen, en als dan toevallig de hoogste golven van die golfvelden samenvallen.

## Monstergolven in het laboratorium
Onderzoekers aan de University of Oxford slaagden erin freak waves op te wekken in een laboratoriumtank door twee groepen golven te laten kruisen onder een hoek van ongeveer 120 graden. In 1978 was het overigens in het laboratorium voor vloeistofmechanica van de TU Delft ook al gelukt om zo’n golf in een kruisdeiningsveld te genereren. De vorm van de resulterende monstergolf vertoonde een opvallende gelijkenis met de beroemde houtsnede van Hokusai. In de Deltagoot van Deltares kan zo'n enkele monstergolf gesimuleerd worden door het golfschot achter elkaar een aantal golven te laten maken met ieder een andere loopsnelheid. Die snelheden zijn dan zo gekozen dat de golven precies op een punt samenvallen en een heel hoge golf geven. Ter gelegenheid van de ingebruikname van de Deltagoot is zo'n monstergolf als demonstratie gegenereerd. De maximale hoogte van zo'n monstergolf in de Deltagoot is 4,5 m.

## Records
De World Meteorological Organisation (WMO) maakte op 13 december 2016 bekend, dat met een boei een golfveld met een significante hoogte van 19,0 meter was waargenomen op de Atlantische Oceaan tussen Schotland en IJsland (ongeveer 59° N, 11° W) op 4 februari 2013. Dit betekende een nieuw wereldrecord voor golfhoogte gemeten met een boei. Gegeven het feit dat de hoogste golf in een golfveld ongeveer twee keer de significante golfhoogte is, moet de hoogste golf in dat veld ongeveer 38 m geweest zijn.  Er was sprake van een sterk voorbijtrekkend koufront en windsnelheden van 43,8 knopen.  Dit was een "gewone" , maar wel buitengewoon grote golf, en formeel dus geen monstergolf.

## Trivia
Monstergolven spelen een hoofdrol in Paul Gallico's boek The Poseidon Adventure uit 1969, waarin een lijnschip kapseist nadat het is getroffen door zo'n golf. Het boek is verfilmd in 1972, met een remake in 2006.